# Kamaiši (Iwate)

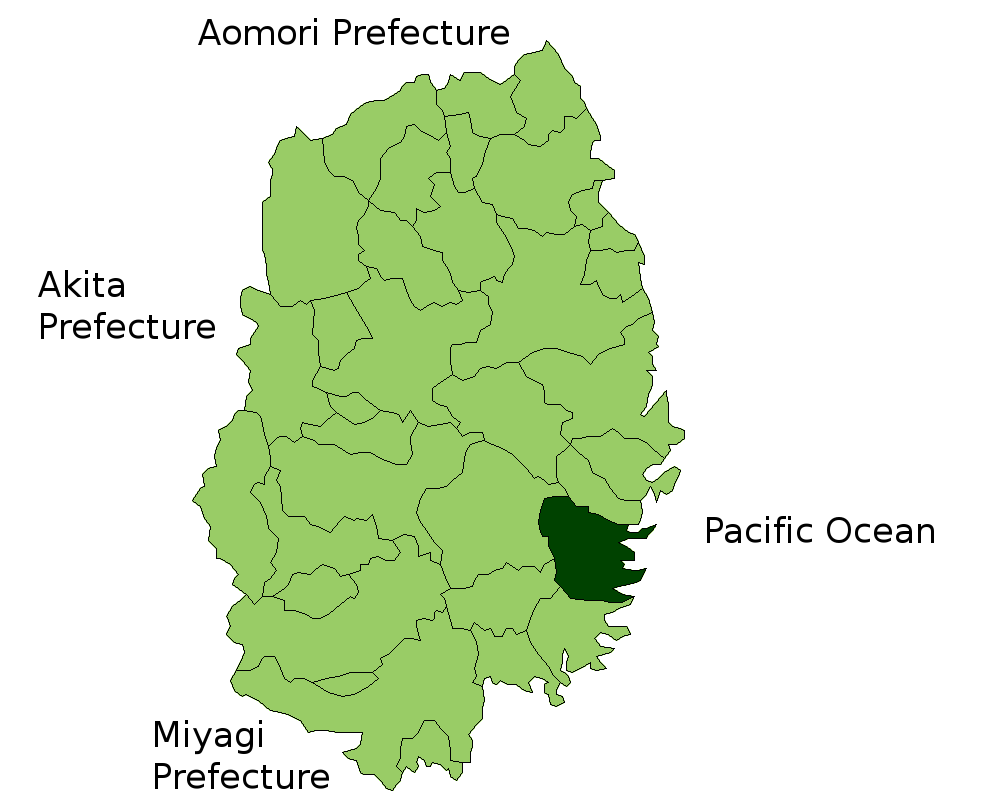
Město Kamaiši na mapě prefektury Iwate

Kamaiši (japonsky: 釜石市, Kamaiši-ši) je město ležící v japonské prefektuře Iwate na tichomořském pobřeží ostrova Honšú.
K 1. březnu 2008 mělo město 41 245 obyvatel a celkovou rozlohu 441,42 km².
Městem ši (市) se Kamaiši oficiálně stalo 5. května 1937.